# Eos bornea
Il lori rosso (Eos bornea Linnaeus, 1758) è un uccello della famiglia degli Psittaculidi.

## Descrizione
La taglia è 31 cm. Si tratta di un pappagallo dalla forma slanciata, con coda corta e forti ali che lo rendono ottimo volatore. Come tutti gli appartenenti al genere Eos, ha una colorazione sgargiante: la base è di un rosso acceso omogeneo, con striature blu e nere su ali e sottocoda. Il becco è arancio vivo, e l'occhio è scuro cerchiato di arancio. Le forti zampe sono grigio piombo. Non c'è dimorfismo sessuale e i soggetti immaturi si presentano simili agli adulti, ma con i colori più opachi, e spesso presentano la punta delle penne nera in modo tale che il piumaggio generale sembra a chiazze.

## Biologia
Predilige le zone ricche di vegetazione, anche per le sue esigenze dietetiche: fiori, da cui estrae abilmente nettare e polline, frutta, germogli freschi e qualche insetto o invertebrato (soprattutto nel periodo riproduttivo). Ama le foreste rivierasche di mangrovie e palme e le foreste primarie. È stato localizzato fino a 1250 metri sul livello del mare. È gregario e chiassoso, abbastanza socievole e vive in gruppi normalmente di una ventina di individui. La nidificazione inizia a ottobre-novembre. Il nido viene collocato nel cavo di un albero dove la femmina depone in genere 2 uova che cova per 24 giorni. I piccoli sono indipendenti a circa 9 settimane.

## Distribuzione e habitat
È diffuso in alcune isole indonesiane e a ovest della Nuova Guinea.

## Tassonomia
Oltre alla sottospecie nominale è stata descritta la sottospecie E. b. cyanonotha (Vieillot), che presenta il piumaggio molto più scuro della sottospecie nominale.